# Сулим Борис Володимирович
Бори́с Сули́м  (*10 червня 1984, Львів) — кандидат політичних наук, доцент, науковець

## Життєпис

Історичний огляд «Феномен Крайової виставки 1894 року у Галичині». 2007 р.

Народився 10 червня 1984 у Львові.
Випускник Львівського національного університету імені Івана Франка (факультет міжнародних відносин). Проходив стажування при Посольстві України в Республіці Австрія у Відні під керівництвом Посла України в Австрійській Республіці Володимира Огризка. Багаторазовий стипендіат різних фундацій Австрії та Німеччини.
Володіє англійською, німецькою та польською мовами
Автор літературних видань «Місто Любові» (2004) та «Відлуння і Тіні» (2008). Літературні твори автора перекладено німецькою, англійською, французькою, польською та італійською мовами. Багато з перекладених творів покладено на музику німецьким композитором українського походження Степаном Спєхом, (м. Мюнхен, Німеччина).
Упорядник антології Помаранчевої Революції «Голос Майдану» (2005), яка вміщує відгуки учасників Помаранчевої Революції з усієї Європи на більш як десяти іноземних мовах. Автор історичної книги «Феномен Крайової виставки 1894 року у Галичині» (2007), про історію Стрийського Парку з 1823 року до нашого часу, з описами усіх історичних подій, що відбувалися на території парку. Книга багата на фотоматеріал старого Львова, зокрема, фото з історії Стрийського Парку часів Австро-Угорщини, Польщі та радянських часів, а також вміщує детальний опис протокольних заходів, присвячених приїзду до Львова на вищезгадану виставку Франца Йосифа. Поміж іншого книга описує історію численних павільонів виставки у різні історичні періоди, і т. д. Містить карти та схеми виставки.